# Camille Clifford
Pour les articles homonymes, voir Clifford.
Camille Antoinette Clifford (29 juin 1885 – 28 juin 1971) est une actrice belge, et qui est le plus célèbre modèle de la « Gibson Girl », créée par Charles Dana Gibson en 1887.
Son haut chignon et sa taille de guêpe correspondent parfaitement à la silhouette de la Gibson Girl.

## Biographie

### Premières années
Camille Clifford est née à Anvers, en Belgique. Elle est la fille de Reynold Clifford, un marin, et de Matilda Ottersen. Elle vit un moment en Suède, puis, après la mort de sa mère et de son père (disparu en mer), elle grandit en Norvège, où réside sa tante, Mrs Franz Ottersen. Elle y est mal traitée, et part alors rejoindre Mrs Schilling, un autre membre de sa famille, aux États-Unis,.

### «Gibson Girl»

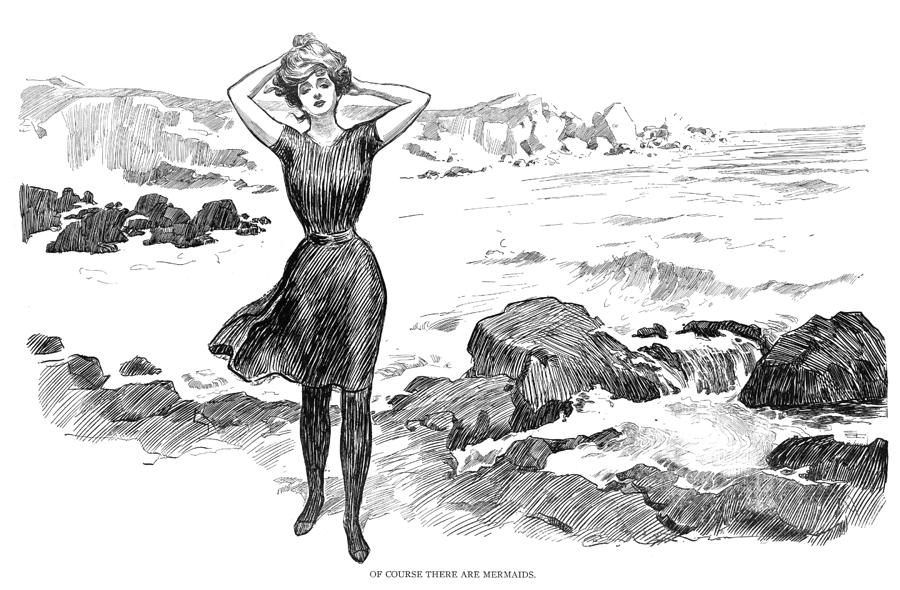
Une Gibson Girl, telle que l'incarnait Camille Clifford.

Au début des années 1900, elle gagne 2 000 $ dans un concours organisé par un magazine  pour trouver la créature de chair et d'os correspondant le mieux à la Gibson Girl inventée par Charles Dana Gibson, pour lui la femme idéale. À partir de la fin de 1902, après s'être départi de son accent scandinave, Camille Clifford participe à des comédies musicales à Broadway, puis joue en Angleterre où elle apparait en particulier dans The Belle of Mayfair, et chante Why Do They Call Me a Gibson Girl?. Elle quitte Londres pour retourner à Boston le 3 juillet 1906. Bien qu'on ne lui confie guère que des rôles muets, Camille Clifford devient pourtant célèbre, non pour son talent, mais pour sa beauté. Son style distinctif est une longue et élégante robe du soir, drapée autour de sa silhouette à la taille de guêpe, encore aminci par le port du corset.

### Vie ultérieure
Elle quitte ensuite la scène pour épouser un capitaine, l'honorable Henry Lyndhurst Bruce, fils et héritier de Lord Aberdare[Lequel ?]. Ils ont un enfant, Margaret, mais l'enfant meurt cinq jours après sa naissance. Son mari est tué durant la Grande Guerre, en 1914.
Elle fait un bref retour à la scène, avant d'épouser le capitaine John Meredith Jones Evans. Après la guerre, elle quitte définitivement la scène, et possède plus tard une écurie de chevaux de course, qui connait un certain succès.
Malgré sa réputation en tant qu'archétype de la Gibson Girl, elle est loin d'être la seule à incarner cet idéal féminin.
Des photographies d'elle prises par Lizzie Caswall Smith en 1905 apparaissent souvent dans des ouvrages traitant de l'histoire de la mode pour illustrer le style edwardien des années 1900.